# Lekkoatletyka na Letnich Igrzyskach Paraolimpijskich 2012 – pchnięcie kulą F20 mężczyzn
W konkursie pchnięcia kulą kl. F20 mężczyzn podczas Letnich Igrzysk Paraolimpijskich 2012 rywalizowało ze sobą 21 zawodników. W konkurencji tej udział wzięli sportowcy upośledzeni intelektualnie.

## Wyniki
| Poz. | Zawodnik                | Narodowość | Rezultat | Uwagi |
| ---- | ----------------------- | ---------- | -------- | ----- |
| 1    | Todd Hodgetts           | Australia  | 16,29    | WR    |
| 2    | Jeffrey Ige             | Szwecja    | 15,50    |       |
| 3    | Muhammad Ziyad Zolkefli | Malezja    | 15,21    |       |
| 4    | Efstratios Nikolaidis   | Grecja     | 14,51    |       |
| 5    | Danyelo Hernandez       | Wenezuela  | 13,34    |       |
| 6    | Lindsay Sutton          | Australia  | 13,04    |       |
| 7    | Ronny Valdes            | Wenezuela  | 12,79    |       |
| 8    | Kostas Dibidis          | Grecja     | 12,79    |       |
| 9    | Juri Bergmann           | Estonia    | 12,09    |       |
| 10   | Dali Fatnassi           | Tunezja    | 11,99    |       |
| 11   | Damien Rumeau           | Francja    | 11,36    |       |
| 12   | Ricardo Marques         | Portugalia | 10,97    |       |
| 13   | Jose Benitez Sanchez    | Portoryko  | 9,88     |       |